# Сэкино, Дзюнъитиро
Сэкино Дзюнъитиро (яп. 関野 凖一郎; 23 октября 1914 года в Аомори, префектура Аомори — 13 апреля 1988 года) — японский художник-гравер и мастер гравюры на дереве, представитель движения ёга.

## Биография

### Ранние годы
Сэкино Дзюнъитиро родился в 1914 году в районе Ясуката города Аомори в одноименной префектуре на севере Японии. С юных лет он погрузился в изучение гравюры. В средней школе начал издавать журнал Ryokugyu-my («Сон зеленой листвы»), посвященный поэзии и литературе.
Учился в Японском институте гравюры Нисиды Такэо и поступил в частную школу, чтобы изучать масляную живопись и рисунок. С 1931 года он изучал глубокую гравюру и литографию у Кона Дзюндзо, который считал своего ученика «гением искусства».
В 1935 году представил гравюру гавани Аомори на правительственую выставку Тэйтэн и выиграл свою первую премию. Позже в том же году он был награжден премией за гравюру, выставленную в Японской ассоциации гравюры. В 1938 году он вступил в Нихон-ханга-кёкай(日本版画協会), а в 1940 году — в Национальную ассоциацию живописи.

### Карьера
В 1939 году Сэкино переехал в Токио.
Учился у Онти Косиро, недалеко от которого он поселился в районе Окикубо. В том же году он стал членом Исимоку-кай Онти. Однако он не последовал за техникой абстракции своего учителя.
Во время Второй мировой войны Сэкино не смог заниматься творческой деятельностью и работал в благотворительном отделе Iwasaki Communications. Там он познакомился с актерами кабуки и группами бунраку, выступления которых он поддерживал. Эта встреча легла в основу его более поздних гравюр на соответствующие темы. Писал так же портреты актеров театра кабуки. Тогда же он утвердился как выдающийся художник-портретист страны.
Создавал так же портреты, натюрморты и пейзажи с сельскими и городскими сюжетами, изображения животных и абстрактные работы. Он также работал в области литографии и офорта, а в 1953 году основал Японское общество офортистов.
В 1958 году по приглашению Японского общества офортистов Секино преподавал в Институте Пратта. В 1963 году Гордон Джилки из Университета штата Орегон нанял его для преподавания. Он также преподавал в Вашингтонском университете и в последствии работал в штате Нью-Мексико в студии «Тамаринд», где учился у Глена Альпса, изобретателя коллографии. В 1969 году он вернулся в Орегон, где в 1975 году его серия, изображающая «Пятьдесят три станции Токайдо», экспонировалась вместе со знаменитой версией художника Хиросигэ 1834 года.
В 1976 году он посетил Францию и Испанию, а в 1979 году — Китай. Его последняя крупная серия гравюр— «На узких тропах вглубь страны», вдохновленная поэзией Мацуо Басё.

## Творчество

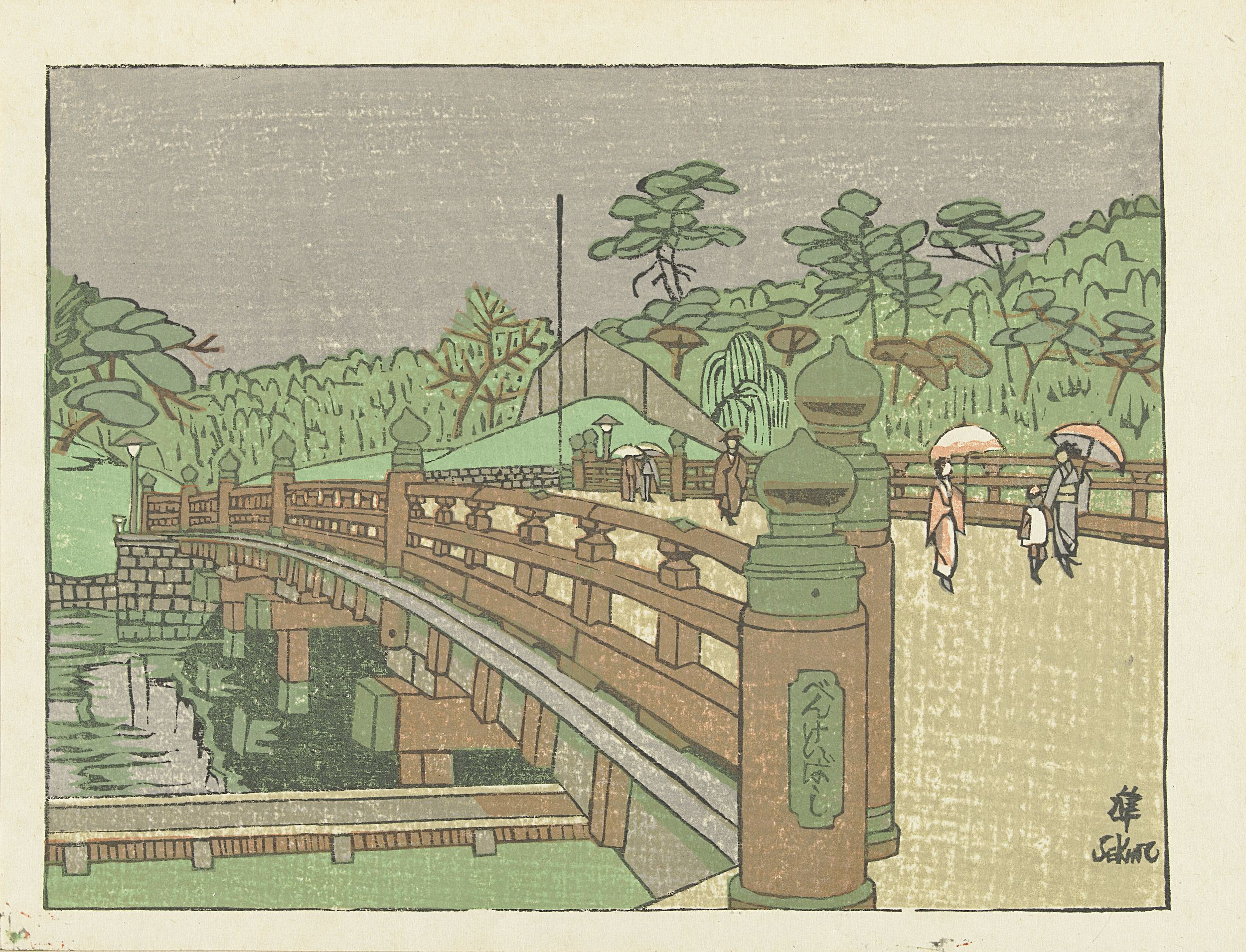
Мост Бэнкэй Бэнкэйбаси, Сэкино Дзюнъитиро 1945 год.

## Влияние
Вдохновлялся работами художника эпохи Возрождения Альбрехта Дюрера и утверждал, что 
«Одна из вещей, которая мне больше всего нравится в нем, — это его основательность, его завершенность от угла до угла». 
Сэкино создал более 400 гравюр. Годы изучения техник гравюры позволили ему создавать работы последовательного и чрезвычайно высокого качества, превосходящие большинство современных ему художников сосаку-ханга. Онти оказал ему честь, позволив перепечатать его «Портрет Хагивары Сакутаро», и он помогал в создании Маэкаве Сэмпану в его серии «Заметки о горячих источниках».
Помимо «Пятидесяти трех станций», создал такие серии, как «Старая столица», «Отпечатки узкой дороги на дальний север»,"Коллекция народных игрушек Аомори" и «Коллекция знаменитых японских народных игрушек». Он внес свой вклад в серию созданую Онти Косиро 1945 года «Сцены последнего Токио».

## Награды
- Премия Императора в области искусств (紫綬褒章 Shijūhōshō) за «53 станции Токайдо», 1981 г.
- Орден Восходящего Солнца, 4-й степени (旭日小綬章, 勲四等 Kyōjitsu shōjūshō, Kun’yontō, 1987)